# Unglaubliche Geschichten
Unglaubliche Geschichten ist eine US-amerikanische Fantasy-, Horror- und Science-Fiction-Fernsehserie von Steven Spielberg aus den Jahren 1985 bis 1987. Sie umfasst 47 Episoden in 2 Staffeln und wurde am 8. März 1993 im Deutschen Fernsehen zum ersten Mal ausgestrahlt. 1991 wurden bereits drei Episoden in Deutsch auf Laser Disc veröffentlicht.

## Handlung
Bei den Unglaubliche Geschichten soll der Zuschauer mit einer Mischung aus Humor und Grusel in die Welt des Übernatürlichen entführt werden. Die 47 Episoden erzählen Geschichten von Geisterzügen, die durch Häuser fahren, von magischen Meteoriten, die einen jungen Mann magnetifizieren, von Reisen in die vergangene Geschichte, einem Magier, der tatsächlich über hellseherische Fähigkeiten verfügt und damit der Polizei hilft, einen Serienkiller zu fassen, von mysteriösen Puppen bis hin zu Außerirdischen, die in Hollywood landen oder tödliche Toupees, die ihre Träger töten, da das Haar von einer Mörderin stammte. Zum Teil verblüffende und geschickt konstruierte Zufälle bis hin zu komischen Geschichten aus dem Reich der Phantasie.

## Episodenliste

### Staffel 1
| Nr. (gesamt) | Nr. (Staffel) | Titel (Deutschland)            | Originaltitel         | Regie               | Erstausstrahlung (Deutschland) | Erstausstrahlung (USA) |
| ------------ | ------------- | ------------------------------ | --------------------- | ------------------- | ------------------------------ | ---------------------- |
| 1            | 1             | Der Geisterzug                 | Ghost Train           | Steven Spielberg    | 8. März 1993                   | 29. September 1985     |
| 2            | 2             | Der Meteor                     | The Main Attraction   | Matthew Robbins     | 9. März 1993                   | 6. Oktober 1985        |
| 3            | 3             | Das letzte Gefecht             | Alamo Jobe            | Michael D. Moore    | 10. März 1993                  | 20. Oktober 1985       |
| 4            | 4             | Die Mumie                      | Mummy Daddy           | William Dear        | 11. März 1993                  | 27. Oktober 1985       |
| 5            | 5             | Die Notlandung (1)             | The Mission (Part 1)  | Steven Spielberg    | 15. März 1993                  | 3. November 1985       |
| 6            | 6             | Die Notlandung (2)             | The Mission (Part 2)  | Steven Spielberg    | 16. März 1993                  | 3. November 1985       |
| 7            | 7             | Der Hellseher                  | The Amazing Falsworth | Peter Hyams         | 17. März 1993                  | 5. November 1985       |
| 8            | 8             | Die Besucher                   | Fine Tuning           | Bob Balaban         | 18. März 1993                  | 11. November 1985      |
| 9            | 9             | Die Magie der Karten           | Mr. Magic             | Donald Petrie       | 22. März 1993                  | 17. November 1985      |
| 10           | 10            | Die Himmlischen                | Guilt Trip            | Burt Reynolds       | 23. März 1993                  | 1. Dezember 1985       |
| 11           | 11            | Außer Kontrolle                | Remote Control Man    | Bob Clark           | 24. März 1993                  | 8. Dezember 1985       |
| 12           | 12            | Der Weihnachtsmann             | Santa ‘85             | Phil Joanou         | 25. März 1993                  | 15. Dezember 1985      |
| 13           | 13            | Verliebt in die Kunst          | Vanessa in the Garden | Clint Eastwood      | 29. März 1993                  | 29. Dezember 1985      |
| 14           | 14            | Die Zähmung                    | The Sitter            | Joan Darling        | 23. März 1993                  | 1. Dezember 1985       |
| 15           | 15            | Der Held                       | No Day at the Beach   | Lesli Linka Glatter | 31. März 1993                  | 12. Januar 1986        |
| 16           | 16            | Wer andern eine Grube gräbt... | One for the Road      | Thomas Carter       | 1. April 1993                  | 19. Januar 1986        |
| 17           | 17            | Der Träumer                    | Gather Ye Acorns      | Norman Reynolds     | 5. April 1993                  | 2. Februar 1986        |
| 18           | 18            | Geistreich                     | Boo!                  | Joe Dante           | 6. April 1993                  | 16. Februar 1986       |
| 19           | 19            | Koma                           | Dorothy and Ben       | Thomas Carter       | 7. April 1993                  | 2. März 1986           |
| 20           | 20            | Das Phantom im Spiegel         | Mirror, Mirror        | Martin Scorsese     | 8. April 1993                  | 9. März 1986           |
| 21           | 21            | Versteckte Kamera              | Secret Cinema         | Paul Bartel         | 13. April 1993                 | 6. April 1986          |
| 22           | 22            | Ein tödliches Toupee           | Hell Toupee           | Irvin Kershner      | 14. April 1993                 | 13. April 1986         |
| 23           | 23            | Liebemachers Puppen            | The Doll              | Phil Joanou         | 15. April 1993                 | 5. Mai 1986            |
| 24           | 24            | Wissen ist Macht               | One for the Books     | Lesli Linka Glatter | 19. April 1993                 | 11. Mai 1986           |
| 25           | 25            | Der Geist lebt weiter          | Grandpa’s Ghost       | Timothy Hutton      | 20. April 1993                 | 25. Mai 1986           |

### Staffel 2
| Nr. (gesamt) | Nr. (Staffel) | Titel (Deutschland)             | Originaltitel                        | Regie               | Erstausstrahlung (Deutschland) | Erstausstrahlung (USA) |
| ------------ | ------------- | ------------------------------- | ------------------------------------ | ------------------- | ------------------------------ | ---------------------- |
| 26           | 1             | Der gestohlene Ring             | The Wedding Ring                     | Danny DeVito        | 21. April 1993                 | 22. September 1986     |
| 27           | 2             | Die falsche Formel              | Miscalculation                       | Tom Holland         | 22. April 1993                 | 29. September 1986     |
| 28           | 3             | Großvaters schönster Tag        | Magic Saturday                       | Robert Markowitz    | 8. März 1994                   | 6. Oktober 1986        |
| 29           | 4             | Jedem seinen Alptraum           | Welcome to my Nightmare              | Todd Holland        | 9. März 1994                   | 13. Oktober 1986       |
| 30           | 5             | Der Flugzeugabsturz             | You gotta believe me                 | Kevin Reynolds      | 10. März 1994                  | 20. Oktober 1986       |
| 31           | 6             | Das Monster aus dem Märchenbuch | The Greibble                         | Joe Dante           | 15. März 1994                  | 3. November 1986       |
| 32           | 7             | Der Todeskandidat               | Life on Death Row                    | Mick Garris         | 16. März 1994                  | 10. November 1986      |
| 33           | 8             | Der ungeliebte Lehrer (1)       | Go to the Head of the Class (Part 1) | Robert Zemeckis     | 17. März 1994                  | 21. November 1986      |
| 34           | 9             | Der ungeliebte Lehrer (2)       | Go to the Head of the Class (Part 2) | Robert Zemeckis     | 22. März 1994                  | 21. November 1986      |
| 35           | 10            | Die Brunnenbewohner             | Thanksgiving                         | Todd Holland        | 23. März 1994                  | 24. November 1986      |
| 36           | 11            | Das Wundermittel                | The Pumpkin Competition              | Norman Reynolds     | 24. März 1994                  | 1. Dezember 1986       |
| 37           | 12            | Das Wunschkind                  | What if …?                           | Joan Darling        | 29. März 1994                  | 8. Dezember 1986       |
| 38           | 13            | Tod oder lebendig               | The Eternal Mind                     | J. Michael Riva     | 30. März 1994                  | 29. Dezember 1986      |
| 39           | 14            | Zeitzeichen                     | Lane Change                          | Ken Kwapis          | 31. März 1994                  | 12. Januar 1987        |
| 40           | 15            | Der neue Partner                | Blue Man Down                        | Paul Michael Glaser | 5. April 1994                  | 19. Januar 1987        |
| 41           | 16            | Lucy, die Wunderpflanze         | The 21 Inch Sun                      | Nick Castle         | 6. April 1994                  | 2. Februar 1987        |
| 42           | 17            | Armer Köter                     | The Family Dog                       | Brad Bird           | 7. April 1994                  | 16. Februar 1987       |
| 43           | 18            | Der Kreative                    | Gershwin’s Trunk                     | Paul Bartel         | 12. April 1994                 | 13. März 1987          |
| 44           | 19            | Die neuen Nachbarn              | Such interesting Neighbors           | Graham Baker        | 13. April 1994                 | 20. März 1987          |
| 45           | 20            | Die Rückkehr                    | Without Diana                        | Lesli Linka Glatter | 14. April 1994                 | 27. März 1987          |
| 46           | 21            | Ein ungewöhnlicher Umzug        | Moving Day                           | Robert Stevens      | 19. April 1994                 | 3. April 1987          |
| 47           | 22            | Der Wettbewerb                  | Miss Stardust                        | Tobe Hooper         | 20. April 1994                 | 10. April 1987         |

## Hintergrund
- Der zu großen Teilen computergenerierte Vorspann wurde von Ron Cobb und James D. Bissell entworfen. Die Berechnungen wurden von der Firma Robert Abel and Associates auf einem Powernode 9080 der Firma Gould Electronics durchgeführt. Dieser Unix-basierende Rechner war einer der ersten Dual-CPU-Computer mit shared Memory und erreichte eine Rechenleistung von maximal 20 MIPS.

## Auszeichnungen

### Emmy Award 1986
- Die Haarstylistin Bernadette Parker gewann mit der Episode „Der Träumer“ (#17 „Gather Ye Acorns“) den Award in der Kategorie „Outstanding Achievement In Hairstyling For A Series“
- Der Kameramann John McPherson gewann den Preis in der Kategorie „Outstanding Cinematography For A Series“ für die Doppelfolge „Die Notlandung“ (#5 und #6 „The Mission“)
- Schauspieler John Lithgow gewann den Award in der Kategorie „Outstanding Guest Performer In A Drama Series“ für seine Rolle des „John Walters“ in der Episode „Liebemacher’s Puppen“ (#23 „The Doll“)
- Die Tontechniker Wayne Allwine, Richard L. Anderson, James Christopher, George Frederick, Lettie Odney, John Stacy, Kenneth Wannberg, Burton Weinstein & Denise Whiting gewannen mit der Doppelfolge „Die Notlandung“ (#5 und #6 „The Mission“) in der Kategorie „Outstanding Sound Editing For A Series“
- Die Kostümbildner James Cullen, Joseph Roveto, Jane Ruhm & Frances Vega wurden in der Kategorie „Outstanding Achievement In Costuming For A Series“ für die Folge „Der Träumer“ (#17 „Gather Ye Acorns“) nominiert
- Ebenso wie Carol Hybl, Danny North, Dee Dee Scarano, Sanford Slepak für die Folge „Der Geisterzug“ (#1 „Ghost Train“)
- Die Maskenbildner Charles House & Michael G. Westmore wurden mit der Folge „Der Träumer“ (#17 „Gather Ye Acorns“) in der Kategorie „Outstanding Achievement In Makeup For A Series“ nominiert
- Regisseur Steven Spielberg wurde für die Doppelfolge „Die Notlandung“ (#5 und #6 „The Mission“) in der Kategorie „Outstanding Directing In A Drama Series“ nominiert
- Sowohl der Editor Steven Kemper mit der Doppelfolge „Die Notlandung“ (#5 & #6 „The Mission“) als auch Joe Ann Fogle mit der Folge „Die Mumie“ (#4 „Mummy, Daddy“) wurden jeweils für „Outstanding Editing For A Series (single Camera Production)“ nominiert

### Emmy Award 1987
- Die Maskenbildner Fred Blau, Mark Bussan, Zoltan Elek, Charles House & Michael G. Westmore gewannen mit der Folge „Die Rückkehr“ (#45 „Without Diana“) den Award für „Outstanding Achievement In Makeup For A Series“
- Der Kameramann John McPherson wurde mit der Doppelfolge „Der ungeliebte Lehrer“ (#33 und #34 „Go to the Head of the Class“) für die Kategorie „Outstanding Cinematography For A Series“ nominiert[1]

### Weitere Auszeichnungen und Nominierungen
- ASC Award: Kameramann John McPherson wurde 1987 für die Doppelfolge „Der ungeliebte Lehrer“ (#33 und #34 „Go to the Head of the Class“) in der Kategorie „Reguläre Serie“ nominiert[2]
- Edgar Award: Der Autor Mick Garris gewann 1986 mit der Folge „Der Hellseher“ (#7 „The Amazing Falsworth“) die Auszeichnung für die Beste Episode einer Fernsehserie[3]
- Saturn Award: 2007 wurde die gesamte erste Staffel für den Preis „Best Retro Television Series Release on DVD“ nominiert

## Deutsche Veröffentlichungen
- Kinofilm mit den Episoden „Die Mumie“, „Die Notlandung“ und „Der ungeliebte Lehrer“ (1987)
- Laserdisc des Kinofilms (1991)
- 8 VHS-Kassetten mit jeweils 3 Folgen der 1. und 2. Staffel von CIC-Video
- 2 DVD-Boxen mit jeweils 12 Folgen der 1. Staffel von e-m-s new media (2008)
- DVD des Kinofilms (2010)
- Staffel 1 und 2 als SD on BluRay (DVD-Qualität auf BluRay) von Turbine Medien (2017)

## Neuauflage
Seit dem 6. März 2020 gibt es bei Apple TV+ eine gleichnamige Neuauflage von Edward Kitsis und Adam Horowitz.